# David Cairns (ambassadör)
David Seldon Cairns, född 17 april 1969 i Suffern, New York i USA, är en brittisk diplomat som sedan augusti 2015 arbetat på ambassaden i Stockholm, då han avlöste den tidigare ambassadören Paul Johnston. Utöver sin ambassadörstjänst är han även direktör för Utrikes- och Samväldesministeriets Norden/Baltikum-avdelning.
Cairns studerade vid Pembroke College, där han studerade japansk kultur, litteratur och konst. 1993 anställdes han vid det brittiska utrikesministeriet och har tidigare tjänstgjort i Japan och Genève. Under våren 2016 uttalade sig Cairns i en intervju i veckomagasinet Affärsvärlden om den brittiska EU-omröstningen, där han tydligt tog ställning mot ett brittiskt EU-utträde.